# تونزیلامین
تونزیل آمین (یا نئوهترامین)  یک آنتی‌هیستامین و آنتی‌کولینرژیک است که به عنوان ضدخارش استفاده می شود.

## سنتز

سنتز تونزیلامین: HL Friedman and A، V. Tolstouhov، (1949).